# Slavko Osterc

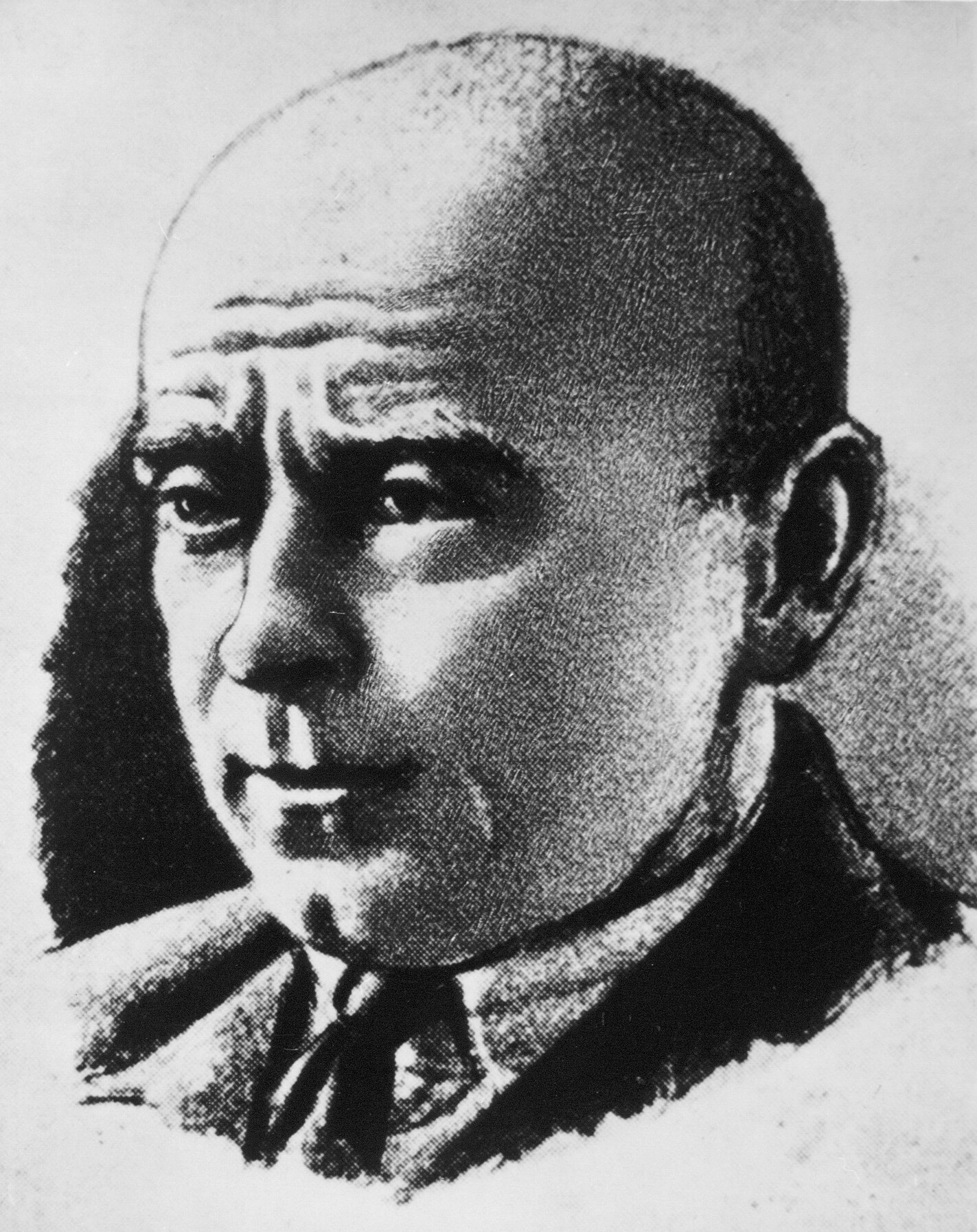
Slavko Osterc

Slavko Osterc (* 17. Juni 1895 in Veržej; † 23. Mai 1941 in Ljubljana) war ein jugoslawischer Komponist.
Osterc studierte am Konservatorium Prag bei Karel Boleslav Jirák, Vítězslav Novák und Alois Hába. Bis 1939 unterrichtete er am Konservatorium, danach an der Musikakademie Ljubljana. Er komponierte sechs Opern und fünf Ballette, eine Sinfonie, zwei sinfonische Dichtungen und fünf sinfonische Stücke, eine Bagatelle, eine Suite, eine Ouvertüre, ein Konzert und eine Passacaglia für Orchester, ein Konzert für Klavier und Bläser, kammermusikalische Werke, Klavier- und Orgelstücke, Chorwerke und Lieder. Außerdem verfasste er eine Harmonielehre.

## Opern
- Krst pri Savici (Die Taufe an der Savica nach France Prešeren), musikalisches Drama, 1921
- Osveta (Die Rache nach Theodor Körner), Oper, 1923
- Iz komične opere (Aus der komischen Oper nach Henri Murger), komische Oper,  1928
- Krog s kredo (Der Kreidekreis nach Klabund), Oper, 1928/29
- Saloma (Salome), Opernparodie, 1929/30
- Dandin v vicah (Dandin im Fegefeuer nach Molière und Hans Sachs), Operngroteske, 1930
- Medea (nach Euripides), Oper, 1930